# ESP32
ESP32 és un xip o circuit integrat monolític de baix cost i alta integració SoC amb les següents prestacions: microprocessador multinucli dual, pila TCP/IP completa, connectivitat Wi-Fi, Bluetooth dual i múltiples ports E/S disponibles, dissenyat per l'empresa xinesa Espressif Systems i fabricat per TSMC en tecnologia de 40 nm. ESP32 és un dels successors de l'ESP8266.
El març de 2025, els investigadors de Tarlogic Security van descobrir ordres indocumentades de la interfície de controlador d'amfitrió (HCI) al microprogramari Bluetooth de l'ESP32, cosa que va generar preocupacions sobre possibles riscos de seguretat. Aquestes ordres ocultes, com Write Memory (0xFC02), podrien permetre un control de baix nivell sobre la funcionalitat Bluetooth del xip, permetent la manipulació de memòria no autoritzada i la suplantació del dispositiu. Aquestes ordres poden ser funcions de depuració estàndard deixades per error, però la manca de documentació oficial ha generat preocupacions pel seu potencial mal ús. Al març de 2025, Espressif Systems no ha emès cap declaració pública sobre les troballes.

## Característiques generals
- CPU d'arquitectura RISC de 32-bit: doble nucli tipus Tensilica Xtensa LX106 corrent a 160 MHz o 240 MHz + Processador d'ultra baix consum[4]
- 512 KiB de memòria RAM
- Memòria externa QSPI flaix - de 512 KiB fins a 4 MiB (màxim de 16 MiB)
- Wi-Fi tipus IEEE 802.11b, IEEE 802.11g i IEEE 802.11n. Només la banda ISM de 2.4 GHz.
  - Integra el commutador TR, balun, amplificador de baix soroll LNA, l'amplificador de potència RF i l'adaptació d'impedàncies.
  - Xarxes obertes o amb autenticació WEP o WPA/WPA2.
- Bluetooth v4.2 :
  - Classic BE/EDR
  - Bluetooth LE
- Fins a 16 canals PWM Led.
- 10 sensors touch.
- Connectivitat amb busos 3x UART, 4x SPI, 2x I²C, 1x SD/SDIO/MMC, Ethernet, CAN 2.0, IR.
- Connectivitat amb bus 2x I²S amb canal DMA (compartit amb E/S)
- Fins a 18 SAR ADC de 12 bits.
- Preamplificador analògic de molt baix consum.
- Suporta funcionalitat OTA.

Versió simplificada ESP32-S2 :
- CPU de nucli únic.
- Menys memòria : 320 kB SRAM, 128 kB ROM.

Diagrama de blocs de l'ESP32

- Wi-Fi però sense Bluetooth.
- Diagrama de blocs de l'ESP32Més perifèrics : 42 GPIO.
- Controlador USB.
- Sensor de distància TOF.

### Emmagatzematge incorporat
L'ESP32 inclou la següent memòria integrada:
| Mida de la    | memòria   |
| ------------- | --------- |
| SRAM          | 520 KiBit |
| Memòria flaix | 448 KiBit |
| NVRAM         | 16 KiBit  |

## Característiques Wi-Fi
- Wi-Fi tipus IEEE 802.11b, IEEE 802.11g i IEEE 802.11n. També IEEE 802.11e i IEEE 802.11i.
- Mode de configuracíó Wi-Fi Direct.
- Funcionalitats P2P: Discovery, modes GO(Group Owner) i GC(Group Client) i manegament de potència.
- Arquitectura de xarxa en modes: estació infraestructura BSS, P2P o Ad hoc i SoftAP.
- Acceleradors via maquinari per a realitzar les encriptacions CCMP, TKIP, WAPI, WEP, CRC.
- Criptografia WPA/WPA2 PSK i controlador WPS.
- Normativa TSN.
- Interfície a diferents esquemes d'autenticació: TLS, PEAP, LEAP, SIM, AKA.
- Suporta MIMO 1x1 i 2x1, STBC, A-MPDU i A-MSDU (agregació de trames i interval de guarda de 0,4 microsegons).

## Xips
Xips segons el seu datasheet :
| Identificador | Descripció |
| ------------- | --- |
| ESP32-D0WDQ6  | Primera versió de la sèrie ESP32. Descripció del codi identificador : Doble nucli, 0 (zero) flaix interna, Wi-Fi, mode dual Bluetooth, encapsulat QFN, dimensions 6 mm × 6 mm (48 potes). |
| ESP32‑D2WD    | Doble nucli, 2 MiB flaix interna, Wi-Fi, mode dual Bluetooth, encapsulat QFN, dimensions 5 mm × 5 mm (48 potes)                                                                           |
| ESP32-U4WDH   | Únic nucli, 4 MiB flaix interna, Wi-Fi, mode dual Bluetooth, encapsulat QFN, dimensions 5 mm × 5 mm (48 potes)                                                                            |
| ESP32‑S0WD    | Únic nucli, 0 (zero) flaix interna, Wi-Fi, mode dual Bluetooth, encapsulat QFN, dimensions 5 mm × 5 mm (48 potes)                                                                         |
| ESP32-C3      | Únic nucli tipus RISC-V de 32 bits, 0 (zero)/4MiB flaix interna, Wi-Fi, mode dual Bluetooth, encapsulat QFN, dimensions 5 mm × 5 mm (32 potes)                                            |
| ESP32-C6      | Únic nucli tipus RISC-V de 32 bits, 0 (zero)/4MiB flaix interna, Wi-Fi, IEEE 802.15.4 (Thread + Zigbee), mode dual Bluetooth, encapsulat QFN, dimensions 5 mm × 5 mm (32 potes)           |

## Mòduls
Mòduls són els circuits realitzats on només hi ha el xip ESP32:
| Venedor           | Nom                                           | Tipus Antena   | Descripció |
| ----------------- | --------------------------------------------- | -------------- | --- |
| Espressif Systems | ESP-WROOM-03                                  | Pista en PCB   | Distribució limitada inicial per a test beta inicial. Testejat per FCC Part 15.247 (FCC ID: 2AC7Z-ESP32).       |
| Espressif Systems | ESP-WROOM-32                                  | Pista en PCB   | Mòdul inicial en producció.                                                                                     |
| Ai-Thinker        | ESP-32S Arxivat 2016-12-20 a Wayback Machine. | Pista en PCB   | Mòdul amb les mateixes dimensions que l'anterior.                                                               |
| Espressif Systems | ESP-WROOM-32D                                 | Pista en PCB   | Dimensions 25,5x18 mm                                                                                           |
| Espressif Systems | ESP32-WROOM-32U                               | Connector U.FL | Dimensions 19,2x18 mm                                                                                           |
| Espressif Systems | ESP32-PICO-D4                                 | Externa        | Doble nucli, 4 MiB flaix interna, Wi-Fi, mode dual Bluetooth, encapsulat QFN, dimensions 7 mm × 7 mm (48 potes) |

## SDK
SDK són un conjunt d'eines de desenvolupament de programari que permet al programador crear aplicacions per al xip ESP32.
| Fabricant         | Nom       | Versió | Plataforma | Descripció                                                                   |
| ----------------- | --------- | ------ | ---------- | ---------------------------------------------------------------------------- |
| Espressif Systems | ESP32 IDF | V1.0   | RTOS       | Infraestructura d'Espressif Systems per a desenvolupar aplicacions amb ESP32 |

## Comparativa ESP32 i STM32
| Especificació           | ESP8266                         | ESP32                                  |
| ----------------------- | ------------------------------- | -------------------------------------- |
| MCU                     | Xtensa® Single-Core 32-bit L106 | Xtensa® Dual-Core 32-bit LX6 600 DMIPS |
| 802.11 b/g/n Wi-Fi      | Sí, HT20 (banda de 20 MHz)      | Sí, HT40 (banda de 40 MHz)             |
| Bluetooth               | No                              | Sí, versió 4.2 i anteriors             |
| Freqüència típica       | 80 MHz                          | 160 MHz                                |
| SRAM                    | 160 KBytes                      | 512 KBytes                             |
| Flaix                   | SPI, fins a 16 MBytes           | SPI, fins a 16 MBytes                  |
| GPIO                    | 17                              | 36                                     |
| Hardware ／Software PWM | No/8 canals                     | 1/16 canals                            |
| SPI／I2C／I2S／UART     | 2/1/2/2                         | 4/2/2/2                                |
| ADC                     | de 10 bits                      | de 12 bits                             |
| CAN                     | No                              | 1                                      |
| Ethernet MAC            | No                              | 1                                      |
| Sensors Touch           | No                              | Sí                                     |
| Sensor de Temperatura   | No                              | Sí                                     |
| Temperatura de treball  | -40 °C a 125 °C                 | -40 °C a 125 °C                        |